# Bêtes, Hommes et Dieux
Bêtes, Hommes et Dieux, à travers la Mongolie interdite, 1920-1921, est un récit d'aventures de Ferdynand Ossendowski paru en anglais en 1922. La traduction française date de 1924. Fuyant le communisme pour sauver sa vie, l'auteur décide de traverser à pied la Sibérie, la Mongolie et le Tibet afin de rejoindre l'Inde anglaise.
Ce témoignage, dont certains points sont controversés, tient une certaine notoriété notamment par les rencontres avec « le Roi du monde », le Bogdo Khan, le baron von Ungern-Sternberg ou encore par sa description de l'Agartha.